# Paradise Hotel (Danmark, sæson 21)
|  | Denne artikel beskriver en fremtidig begivenhed Denne artikel eller sektion handler om planlagt eller forventet fremtidig begivenhed. Der kan forekomme spekulativ information, og indholdet kan ændres dramatisk når begivenheden nærmer sig og mere information bliver tilgængelig. |

Paradise Hotel 2025 er den 21. sæson af den danske version af realityshowet Paradise Hotel. Det bliver sendt på Viaplay og TV3 i foråret 2025..
Sæsonen bliver samtidig den sidste med Olivia Salo som vært. Det meldte hun ud i november 2024. I februar 2025 fortalte Viaplay, at sæsonen er "den bedst sælgende nogensinde".
- Værter: Rikke Göransson og Olivia Salo
- Vindere: Christel (250.000 kr.) og Sean (250.000 kr.)
- Finalister: Mathilde (0 kr.) og Mathias (0 kr.)
- Jury: Karl, Alberte, Theis, Regitze, Lucaz, Elijah, Zenia, Silje og Alex
- Mr. Paradise: Theis Horndrup
- Miss Paradise: Christel Trubka
- Sæsonpremiere: 1. januar 2025
- Titelmelodi: DJ Aligator - Danser Natten Ung (feat. Grexx)
- Antal afsnit: 43
- Antal deltagere: 24

## Deltagere
| Navn                              | Alder | Tjekket ind           | Tjekket ud             | Fra        | Grund til udtjekning |
| --------------------------------- | ----- | --------------------- | ---------------------- | ---------- | --- |
| Christel Trubka                   | 28    | Ep. 1                 | VINDER                 | Slagelse   | |
| Sean Bornkessel                   | 25    | Ep. 13                | VINDER                 | Lyngby     | |
| Mathilde Caroline Bang-Borregaard | 22    | Ep. 1, Ep. 14         | Ep. 1, Finalen         | Kastrup    | Ep. 1: Parceremoni, valgt fra af Oliver William Skov Larsen til fordel for Alberte Buhl Nielsen |
| Mathias Rubi Jensen               | 29    | Ep. 28                | Finalen                | Aalborg    | |
| Karl Weihe, (Jury)                | 24    | Ep. 2, Ep. 42         | Ep. 32, Ep. 43         | Sandavágur | Ep. 32: Parceremoni, valgt fra af Alberte Buhl Nielsen til fordel for Alex Doreng Ep. 43: Valgt fra af Christel Trubka til fordel for Sean Bornkessel |
| Alberte Buhl Nielsen, (Jury)      | 25    | Ep. 1                 | Ep. 42                 | Amager     | Stemt ud blandt de øvrige deltagere som mindst værdig |
| Theis Horndrup, (Jury)            | 23    | Ep. 1, Ep. 33, Ep. 35 | Ep. 25, Ep. 35, Ep. 42 | Amager     | Ep. 25: Parceremoni, valgt fra af Alberte Buhl Nielsen til fordel for Karl Weihe Ep. 35: Stemt ud blandt de øvrige deltagere til fordel for Zenia Grabow Lund, men blev reddet af Regitze Bach, grundet hun ville bytte plads med ham. Ep. 42: Stemt ud blandt finaledeltagerne til fordel for Alberte Buhl Nielsen |
| Alex Doreng, (Jury)               | 31    | Ep. 19                | Ep. 40                 | Hellerup   | Valgt fra af Alberte Buhl Nielsen, Christel Trubka og Mathilde Caroline Bang-Borregaard til fordel for deres partnere |
| Silje Marie Kent, (Jury)          | 21    | Ep. 30                | Ep. 40                 | Herlev     | Valgte sig selv fra til fordel for Alex Doreng |
| Zenia Grabow Lund, (Jury)         | 21    | Ep. 1, Ep. 26         | Ep. 24, Ep. 39         | Gedved     | Ep. 24: Parceremoni, valgt fra af Regitze Bach til fordel for Theis Horndrup Ep. 39: Valgte selv at forlade hotellet til fordel for Mathilde Caroline Bang-Borregaard efter hun blev valgt fra af Theis Horndrup til fordel for Alberte Buhl Nielsen                                                                |
| Elijah Spears Jørgensen, (Jury)   | 21    | Ep. 25                | Ep. 38                 | Østerbro   | Stemt ud blandt de øvrige deltagere til fordel for Mathias Rubi Jensen |
| Lucaz Brygger, (Jury)             | 18    | Ep. 30                | Ep. 36                 | Lyngby     | Parceremoni, valgt fra af Silje Marie Kent til fordel for Elijah Spears Jørgensen |
| Regitze Bach, (Jury)              | 23    | Ep. 22, Ep. 33        | Ep. 27, Ep. 35         | Aarhus     | Ep. 27: Stemt ud blandt de øvrige deltagere til fordel for Karl Weihe og Zenia Grabow Lund Ep 35: Valgte selv at forlade hotellet til fordel for Theis Horndrup |
| Mathilde Dam Sillasen             | 20    | Ep. 28                | Ep. 31                 | Esbjerg    | Stemt ud blandt de øvrige deltagere til fordel for Mathias Rubi Jensen |
| Rosa Emma Hatting                 | 24    | Ep. 1                 | Ep. 29                 | Brøndby    | Parceremoni, valgt fra af Sean Bornkessel til fordel for Christel Trubka |
| Lucas Buchardt Hansen             | 24    | Ep. 2                 | Ep. 27                 | Valby      | Stemt ud blandt de øvrige deltagere til fordel for Karl Weihe og Zenia Grabow Lund |
| Kim Melinda Santos                | 28    | Ep. 13                | Ep. 22                 | Roskilde   | Parceremoni, valgt fra af Sean Bornkessel til fordel for Rosa Emma Hatting |
| Emilio Gonzalez Kruuse            | 21    | Ep. 1                 | Ep. 18                 | Køge       | Parceremoni, valgt fra af Rosa Emma Hatting til fordel for Sean Bornkessel |
| Daniel Rosendal (Lone Wolf)       | 28    | Ep. 6                 | Ep. 13                 | Horsens    | Stemt ud af de resterende gæster til fordel for Emilio Gonzalez Kruuse |
| Julie Marie Christensen           | 21    | Ep. 4                 | Ep. 12                 | Tørring    | Stemt ud af Christel Trubka og Theis Horndrup til fordel for Alberte Buhl Nielsen, Rosa Emma Hatting og Karl Weihe til forvisning |
| Mikkel Thor Juul                  | 21    | Ep. 1                 | Ep. 8                  | Næstved    | Parceremoni, valgt fra af Julie Marie Christensen til fordel for Daniel Rosendal (Lone Wolf) |
| Barbara Holmstrøm                 | 29    | Ep. 1                 | Ep. 5                  | Jyllinge   | Parceremoni, valgt fra af Mikkel Thor Juul til fordel for Christel Trubka |
| Sofie Kristine Nybro Aalborg      | 23    | Ep. 1                 | Ep. 3                  | København  | Stemt ud blandt de øvrige deltagere til fordel for Christel Trubka og Lucas Buchardt Hansen |
| Oliver William Skov Larsen        | 21    | Ep. 1                 | Ep. 3                  | København  | Stemt ud blandt de øvrige deltagere til fordel for Christel Trubka og Lucas Buchardt Hansen |

## Juryens stemmer på de to finalepar
| Jurymedlem nr. | Christel og Sean        | Mathilde og Mathias |
| -------------- | ----------------------- | ------------------- |
| 1              | Alex Doreng             |                     |
| 2              | Lucaz Brygger           |                     |
| 3              | Zenia Grabow Lund       |                     |
| 4              | Alberte Buhl Nielsen    |                     |
| 5              | Karl Weihe              |                     |
| 6              | Theis Horndrup          |                     |
| 7              | Elijah Spears Jørgensen |                     |
| 8              | Regitze Bach            |                     |
| 9              | Silje Marie Kent        |                     |
| Stemmer i alt  | 9                       | 0                   |